# Trichilia oligofoliolata
Trichilia oligofoliolata är en tvåhjärtbladig växtart som beskrevs av M.E. Morales-puentes. Trichilia oligofoliolata ingår i släktet Trichilia och familjen Meliaceae. Inga underarter finns listade i Catalogue of Life.